# First Strike Still Deadly
First Strike Still Deadly es un álbum recopilatorio de la banda estadounidense de thrash metal Testament, lanzado el 2001. Consiste en temas regrabados de los discos The Legacy, The New Order, y también una regrabación del lado b del sencillo "Trial By Fire" ("Reign of Terror"). En algunas versiones japonesas, el disco viene con una carátula diferente, incluyendo como bonus un documental con videos en vivo de la banda. Para este disco la afinación de los instrumentos baja un tono

## Lista de canciones
1. "First Strike Is Deadly"
2. "Into the Pit"
3. "Trial by Fire"
4. "Disciples of the Watch"
5. "The Preacher"
6. "Burnt Offerings"
7. "Over the Wall"
8. "The New Order"
9. "The Haunting"
10. "Alone in the Dark"
11. "Reign of Terror"

## Créditos
- Chuck Billy: Vocales (canciones 1-9)
- Steve Souza: Vocales (canciones 10 y 11)
- Alex Skolnick: Guitarra principal
- Eric Peterson: Guitarra rítmica/principal
- Steve DiGiorgio: Bajo
- John Tempesta: Batería
- Andy Sneap: Arreglos

- Datos: Q1001662